# Paradajus tenuis
Paradajus tenuis là một loài chân đều trong họ Dajidae. Loài này được Nierstrasz & Brender à Brandis miêu tả khoa học năm 1923.